# Pápua lápiposzáta
A pápua lápiposzáta (Cincloramphus macrurus) a verébalakúak (Passeriformes) rendjébe, ezen belül a tücsökmadárfélék (Locustellidae) családjába tartozó faj.

## Rendszerezése
A fajt Tommaso Salvadori olsaz ornitológus írta le 1876-ban, a Sphenoeacus nembe Sphenoeacus macrurus néven. Egyes szervezetek a Megalurus nembe sorolják Megalurus macrurus néven.

## Alfajai
- Cincloramphus macrurus alpinus Mayr & Rand, 1935 – középnyugat- és kelet-Új-Guinea hegyvidéke;
- Cincloramphus macrurus harterti Mayr, 1931 – északkelet-Új-Guinea;
- Cincloramphus macrurus interscapularis P. L. Sclater, 1880 – Új-Britannia, Új-Írország;
- Cincloramphus macrurus macrurus (Salvadori, 1876) – közép- és délkelet-Új-Guinea hegyvidéke.
- Cincloramphus macrurus mayri Hartert, 1930 – Új-Guinea alacsonyan fekvő területei;
- Cincloramphus macrurus stresemanni Hartert, 1930 – északnyugat-Új-Guinea hegyvidéke;
- Cincloramphus macrurus wahgiensis Mayr & Gilliard, 1951 – kelet-Új-Guinea;

## Előfordulása
Indonézia és Pápua Új-Guinea területén, valamint Új-Britannia és Új-Írország szigetén honos. Természetes élőhelyei a szubtrópusi és trópusi cserjések, füves puszták, tengerpartok, folyók és patakok környékén, valamint szántóföldek és vidéki kertek. Állandó nem vonuló faj.

## Megjelenése
Testhossza 20–23 centiméter, testtömege 40 gramm körüli.

## Életmódja
Ízeltlábúak és más gerinctelenekkel táplálkozik, de néhány fű- és gyepmagot is fogyaszt.

## Természetvédelmi helyzete
Az elterjedési területe rendkívül nagy, egyedszáma pedig stabil. A Természetvédelmi Világszövetség Vörös listáján nem veszélyeztetett fajként szerepel.